# Mark Schwahn
Mark Schwahn (Pontiac, 5 giugno 1966) è uno sceneggiatore e regista statunitense, conosciuto principalmente per aver creato e gestito la serie tv One Tree Hill.

## Carriera
Mark ha frequentato l'"Università del Maryland"; ha co-scritto i film Coach Carter (2005), The Perfect Score (2004) e Costi quel che costi (2000); Schwahn ha poi creato nel 2003 la serie televisiva One Tree Hill tratta da una sua sceneggiatura originariamente scritta per il cinema ed intitolata "An Unkindness of Ravens", da allora Mark è produttore esecutivo e sceneggiatore-capo della serie. Mark ha anche scritto una prima sceneggiatura per il progetto dello spin-off Melrose Place, per poi decidere di abbandonare.

## Filmografia

### Film
- Costi quel che costi (Whatever It Takes), regia di David Raynr (2000)
- Perfect Score (The Perfect Score), regia di Brian Robbins (2004)
- Coach Carter, regia di Thomas Carter (2005)

### Serie televisive
- One Tree Hill, 187 episodi (2003-2012) – Serie TV
- The Royals, 40 episodi (2015-2018) – serie TV